# Tadeusz Wośkowski
Tadeusz Wośkowski (ur. 1931 w Urzędowie, zm. prawdopodobnie w 2018, pochowany 24 października 2018 w Warszawie) – polski inżynier rolnictwa, dziennikarz, historyk edukacji rolniczej.

## Życiorys
W 1951 ukończył Liceum Rolnicze w Wierzbicy, a następnie studiował na Wydziale Rolnym Wyższej Szkoły Rolniczej we Wrocławiu. Po ukończeniu nauki w 1956 został zatrudniony w Państwowym Ośrodku Maszynowym oraz w Wydziale Rolnictwa Urzędu Powiatowego w Trzebnicy. Po przeprowadzeniu się do Bydgoszczy pracował w Wojewódzkim Zjednoczeniu Państwowych Gospodarstw Rolnych i w Wydziale Rolnictwa Urzędu Wojewódzkiego. W wyniku awansu po siedmiu latach wyjechał do Warszawy, gdzie został pracownikiem Departamentu Przemysłu Rolnego w Ministerstwie Rolnictwa. W późniejszym czasie był związany zawodowo z Generalnym Inspektoratem Państwowych Gospodarstw Rolnych i Centralnym Zarządem Państwowych Gospodarstw Rolnych, a także z Centralnym Związkiem Kółek Rolniczych. W 1989 przeszedł na emeryturę.
Tadeusz Wośkowski jest autorem artykułów i felietonów dotyczących edukacji rolniczej i jej historii, publikowane były w „Plonie”, „Mechanizacji rolnictwa”, „Chrońmy Przyrodę Ojczystą” i „Głosie Ziemi Urzędowskiej”. Ponadto prowadził badania dotyczące historii szkolnictwa rolniczego i uczelni kształcących w kierunkach związanych z rolnictwem i leśnictwem. Opracował historię ośrodka studiów rolniczych w Dublanach, „Dzieje studiów rolniczo-lasowych w ośrodku lwowsko-dublańskich w opracowaniu Tadeusza Wośkowskiego”.